# Flut
Als Flut wird das Steigen des Wasserstandes durch die Gezeiten (Tide) bezeichnet. Dieser Zeitraum reicht von einem Niedrigwasser bis zum folgenden Hochwasser. An der Küste wird auch der Ausdruck auflaufendes Wasser zur Unterscheidung von binnenländischen Hochwässern oder Überflutungen benutzt. Das darauf folgende Sinken des Meeresspiegels wird ablaufendes Wasser (Ebbe) genannt. Die Flut ist nicht mit dem Hochwasser zu verwechseln. Flut zeigt eine Bewegungsrichtung an, während Hochwasser den höchsten Stand des Wassers markiert.
Der Flutstrom kann in den Prielen des Wattenmeers beträchtliche Geschwindigkeiten (bis über 20 km/h) erreichen. Daher ist bei Wanderungen im Watt besondere Vorsicht geboten.
Die Höhe der Flut über dem Meeresspiegel ist nicht überall gleich. In der von den Ozeanen relativ abgeschnittenen Ostsee liegt sie bei 10 cm, auf der offenen Nordsee meist bei 100 cm. Der Tidenhub des Atlantiks liegt im Gebiet des mittelatlantischen Rückens bei nur 50 cm. Anthropogene Veränderungen können die mittleren Wasserstände bei Flut (wie auch bei Ebbe) verändern, wie am Beispiel der Elbe ersichtlich wird.
In Sturmfluten wird der Wasserstand durch die Kraft des Windes über das Normalmaß hinaus erhöht. Dadurch können Wasserstände erreicht werden, die 3 bis 5 Meter über dem normalen mittleren Tidehochwasser (MTHW) liegen. 